# Таймище
 Тази статия е за селото в България.  За селото в Северна Македония вижте Таймище (община Кичево).  
Таймище е село в Североизточна България, в община Антоново, област Търговище. До 1934 година името на селото е Тюлбе Каралар.

## География
Село Таймище се намира в планински район.

## Религии
В селото преобладават мюсюлманите, но има и няколко християнски семейства.

## Обществени институции
В селото има кметство, читалище с голяма зала, училище(закрито от началото на учебната 2008-2009 година). На разположение на жителите са и два магазина, като единият има и мини бар.

## Културни и природни забележителности
В училищния двор има паметник на Панайот Зашев, на когото е кръстено и самото училище.

## Редовни събития
Веднъж годишно се провежда традиционния за този край селски събор.